# Chariot
Chariot é o álbum de estreia do cantor americano Gavin DeGraw. Seu lançamento ocorreu em 22 de julho de 2003, sendo relançado em 27 de Julho de 2004 em uma versão Stripped. O álbum debutou a 56ª posição na Billboard 200, além de alcançar o primeiro lugar na Dinamarca, e o Top 10 da Holanda e da Noruega. O trabalho também recebeu certificação de platina nos Estados Unidos, pela RIAA, por vender mais de 1 milhão de cópias no país.
O primeiro single do álbum, "I Don't Want to Be", lançado em 14 de dezembro de 2004, debutou a 10ª posição na Billboard Hot 100.

## Lista de faixas
| N.º            | Título                      | Produtor       | Duração |  |
| 1.             | "Follow Through"            | Mark Endert    | 3:59    |  |
| 2.             | "Chariot (canção)"          | Mark Endert    | 3:59    |  |
| 3.             | "Just Friends"              | Mark Endert    | 3:25    |  |
| 4.             | "(Nice to Meet You) Anyway" | Mark Endert    | 3:45    |  |
| 5.             | "Chemical Party"            | Mark Endert    | 3:01    |  |
| 6.             | "Belief"                    | Mark Endert    | 4:27    |  |
| 7.             | "Crush"                     | Mark Endert    | 3:25    |  |
| 8.             | "I Don't Want to Be"        | Mark Endert    | 3:39    |  |
| 9.             | "Meaning"                   | Mark Endert    | 3:35    |  |
| 10.            | "More Than Anyone"          | Mark Endert    | 2:57    |  |
| 11.            | "Over-Rated"                | Mark Endert    | 4:11    |  |
| Duração total: | Duração total:              | Duração total: | 40:21   |  |

## Paradas musicais
| Parada musical (2004)                    | Melhor posição |
| ---------------------------------------- | -------------- |
| Dinamarca (Tracklisten)                  | 1              |
| Estados Unidos (Billboard 200)           | 56             |
| Estados Unidos (Billboard Top Hotsekeer) | 1              |
| Finlândia (Finnish Albums Chart)         | 23             |
| Itália (FIMI)                            | 43             |
| Países Baixos (MegaCharts)               | 6              |
| Suíça (Hitparade)                        | 21             |
| Suécia (Swedish Albums Chart)            | 48             |

### Vendas e certificações
| País           | Associação | Certificação | Vendas     |
| -------------- | ---------- | ------------ | ---------- |
| Estados Unidos | RIAA       | Platina      | 1.000.000+ |
| Dinamarca      | IFPI       | Platina      | 30.000+    |